# Épervans
Épervans ist eine französische Gemeinde mit 1.642 Einwohnern (Stand: 1. Januar 2022) im Département Saône-et-Loire in der Region Bourgogne-Franche-Comté. Sie gehört zum Arrondissement Chalon-sur-Saône und zum Kanton Saint-Rémy. Die Einwohner werden Épervanais und Épervanaises genannt.

## Geografie
Épervans liegt etwa vier Kilometer südöstlich von Chalon-sur-Saône an der Saône, die die westliche Gemeindegrenze bildet. Umgeben wird Épervans von den Nachbargemeinden Saint-Marcel im Norden, Lans im Osten und Nordosten, Ouroux-sur-Saône im Osten und Südosten, Varennes-le-Grand im Süden, Saint-Loup-de-Varennes im Südwesten sowie Lux im Westen.

## Bevölkerungsentwicklung

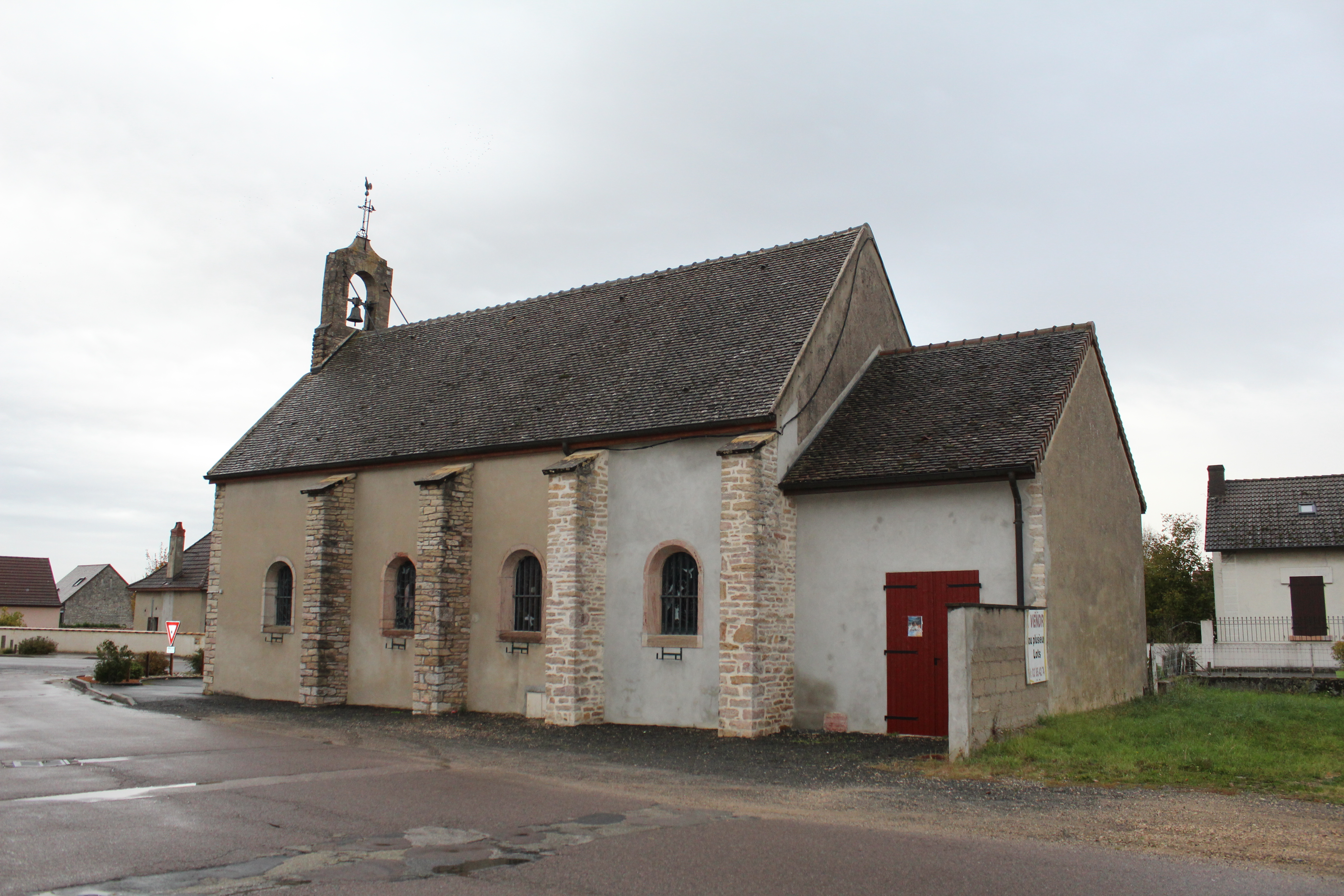
Kirche Saint-Marcel

| Jahr                       | 1962 | 1968 | 1975 | 1982 | 1990 | 1999 | 2006 | 2012 | 2020 |
| Einwohner                  | 888  | 947  | 980  | 1109 | 1310 | 1463 | 1594 | 1594 | 1634 |
| Quellen: Cassini und INSEE |      |      |      |      |      |      |      |      |      |

## Sehenswürdigkeiten
- Kirche Saint-Marcel
- Kapelle aus dem 16. Jahrhundert
- Schloss La Motte, im 15. Jahrhundert auf einem Erdhügel (Motte) errichtet, seit 1995 in Teilen als Monument historique eingeschrieben